# Timasiteos z Delf
Timasiteos z Delf (gr. Τιμασίθεος) – żyjący w VI wieku p.n.e. grecki atleta, pankratiasta, olimpijczyk.
Dwukrotnie, w 516 i 512 roku p.n.e., zwyciężył w pankrationie na igrzyskach olimpijskich. Trzy razy odniósł także zwycięstwo w tej dyscyplinie na igrzyskach pytyjskich. Odznaczał się również męstwem w walce podczas wojen.
W 507 roku p.n.e. stanął po stronie Isagorasa, gdy ten próbował przejąć władzę tyrańską w Atenach. Po nieudanym zamachu stanu znalazł się wśród zwolenników Isagorasa oblężonych i pojmanych przez lud ateński na Akropolu i został stracony.